# Despe e Siga
Despe e Siga é uma banda portuguesa, criada como uma espécie de alter-ego da banda Peste & Sida, pelos mesmos membros . Um dos seus maiores sucessos foi "Festa", de 1994. Conquistaram o disco de prata cinco meses após a formação. Em 1997 a banda gozava de grande popularidade a nível nacional.

## História
No início da década de 90, os membros Luís Varatojo, João San-Payo, Fernando Raposo e Nuno Rafael, dos Peste & Sida, fizeram as primeiras aparições sob o nome Despe e Siga. O conceito era tocar versões de bandas conhecidas, como The Pogues ou Madness, e cantá-las em português. Em 1992 entraram para a banda os reforços João Cardoso (teclas) e Marco Franco (bateria), que um ano mais tarde dava o lugar a Sérgio Nascimento. 
O primeiro disco, "Despe e Siga", chegou às lojas em 1994 e incluía versões que a banda costumava tocar em bares, como "Festa" (versão do original dos The Pogues, "Fiesta"), "Bué de Baldas" (inspirado em "Baggy Trousers", dos Madness") e "Bule Bule" (versão para "Woolie Buly", já dos tempos dos Peste & Sida). O disco contava com participações dos músicos convidados Gui (saxofone), dos Xutos & Pontapés, e Sandra Baptista (acordeão), dos Sitiados.
A participação no disco "Espanta Espíritos" ocorreu no ano seguinte com o tema "Família Virtual", onde entra o fadista Alcindo de Carvalho.
Em 1996, quando sai João San-Payo e entra Ricardo Aires (baixo), chega às lojas o álbum "Os Primos". O tema "Tou bom" contou com a ajuda de Sérgio Godinho. Em 1998, os Despe e Siga foram um dos grupos convidados para o disco "Ao Vivo na Antena 3", onde gravaram dois temas no auditório da RDP.
Em outubro de 1997, gozando de grande popularidade nacional, atuaram no Funchal, por ocasião do aniversário do Club Sports Marítimo.
O terceiro disco, "99.9", publicado pela Sony Music a 29 de março de 1999, é feito na totalidade por originais. Foi produzido por Mário Barreiros e reúne temas como "Manual do Gelo", "Rádio Ska" e "Lunamóvel". A banda chegou a fazer uma versão de "Radio Ska" para um anúncio publicitário à Sumol.